# Gerhard Baumann (Publizist)
Gerhard Folkert Baumann (* 19. September 1912 in Upgant-Schott (Ostfriesland); † 1996) war ein rechtsgerichteter deutscher Publizist und Mitarbeiter mehrerer Nachrichtendienste.

## Leben

### Bis 1939
Gerhard Baumann war Sohn des Hauptlehrers Andreas Friedrich August Baumann. Bereits 1931 war er als Schüler Leiter der Ortsgruppe Aurich des NS-Schülerbunds, dann Unterbannführer der Hitlerjugend. Zum 1. November 1933 trat er der NSDAP bei (Mitgliedsnummer 3.285.340). 1935–1938 studierte Baumann an der Universität München Geschichte, Germanistik und Zeitungswissenschaft bei Karl d’Ester. 1935 wurde Baumann Amtsleiter Presse der Gaustudentenführung München. Nach einem Volontariat bei einer Wochenzeitung legte er 1936 die Schriftleiterprüfung ab. Außerdem wurde er Leiter der „Fachwissenschaft Zeitungswissenschaft“ und zeitweilig des „Amtes Wissenschaft“ im Nationalsozialistischen Deutschen Studentenbund.
1936 veröffentlichte Baumann im Franz-Eher-Verlag ein schmales Buch über Jüdische und völkische Literaturwissenschaft, ein Angriff gegen den Sprachwissenschaftler Eduard Engel auf „rassischer“ Grundlage. Baumann sprach darin dem jüdischen Engel Recht und Fähigkeit ab, über deutsche Dinge zu urteilen: „Es ist daher ein Unding, wollten wir einen Neger, einen Juden, einen Mulatten usw., nur weil er, wie es früher einmal möglich war, die deutsche Staatsangehörigkeit erwarb, nun auch als Deutschen ansehen“. Engel starb verarmt 1938. Er soll sich aufgrund der öffentlichen Angriffe das Leben genommen haben. 1937 promovierte Baumann „summa cum laude“ über Die Neugestaltung der deutschen Presse nach nationalsozialistischen Gesichtspunkten (veröffentlicht als Der organisatorische Aufbau der deutschen Presse). Ab Januar 1939 war Baumann Pressechef des NS-Reichsdozentenbunds.

### Im Zweiten Weltkrieg
1940 meldete sich Baumann nach dem Tod seiner ersten Frau freiwillig als Panzerjäger bei der Wehrmacht und war zuletzt Leutnant der Reserve. 1941 erschien sein Buch Grundlagen und Praxis der internationalen Propaganda, in dem sich zahlreiche antisemitische Passagen finden und das im Völkischen Beobachter wohlwollend besprochen wurde. Nach einer Verwundung habilitierte er 1943 während des Aufenthaltes in einer Genesendenkompanie mit einer Arbeit über den Kampf um die Pressefreiheit 1813–1819, allerdings ohne Verleihung der Venia legendi, da die Lehrprobe als nicht den Anforderungen entsprechend beurteilt wurde. Am 4. Mai 1945 kam er in amerikanische Kriegsgefangenschaft.

### Nach 1945

#### Politische Betätigung
Nach 1945 durchlief Baumann als Kriegsgefangener insgesamt acht Internierungslager, bevor er entlassen wurde. Im 1950 gegründeten Interessenverband der ehemaligen Angehörigen der Wehrmacht Verband der Heimkehrer fungierte Baumann bis 1959 als Geschäftsführer. Nach einem kurzen Zwischenspiel bei der 1949 gegründeten rechten Deutschen Union wurde Baumann Mitglied der kurzlebigen Deutschen Partei (DP), in der er Landesgeschäftsführer Bayern wurde und 1953 vergeblich im bayerischen Wahlkreis 227 (Nürnberg) als Bundestagskandidat antrat.
In den weiteren Jahrzehnten gehörte Baumann zum rechten Rand der CSU. Jahrelang war er Mitglied in deren Wehrpolitischen Arbeitskreis. Er war ferner Mitglied der Rüstungsindustrie-PR-Vereinigung Gesellschaft für Wehrkunde sowie der Arbeitsgemeinschaft Demokratischer Kreise (ADK). Die ADK war eine „dubiose CDU-Vorfeldorganisation“, die aus einem Reptilienfonds der Adenauer-Regierung finanziert wurde.
Daneben hielt Baumann weiterhin Kontakt zu zahlreichen extrem rechtsgerichteten Vereinigungen und Zirkeln in Deutschland. Er war Mitglied des rechtskonservativen Bundes Deutscher Publizisten (ab 1966), der rechtsextremen Gesellschaft für freie Publizistik (GfP), dem ebenfalls rechtsextremen Deutschen Kulturwerk europäischen Geistes (DKEG), in dem er Pressereferent war, und dem Jagsthausener Kreis, einer Gesprächsrunde von Militärs, Geheimdienstlern und Journalisten. 1989 trat er dem rechtsgerichteten Neuen Deutschen Nationalverein bei, der 1988 vom ehemaligen CDU-Politiker Harald Rüddenklau und dem ehemaligen Botschafter Horst Groepper zum Erreichung der Wiedervereinigung gegründet worden war. 1981 wurde Baumann im Verfassungsschutzbericht als „rechtsextremer Schriftsteller“ aufgeführt, nachdem er vom DKEG den „Goldenen Ehrenring der deutschen Literatur“ erhalten hatte.

#### Berufliche Tätigkeit
Baumann, der 1946 wieder geheiratet hatte, gelang es sein Leben lang nicht, durch die Arbeit als Verleger und Journalist eine dauerhaft sichere finanzielle Grundlage für sich und seine vierköpfige Familie zu schaffen. Den Aufbau eines wissenschaftlichen Archivs, den Baumann 1947 begann, musste er mit der Währungsreform 1948 einstellen. Von 1948 bis 1950 arbeitete er als Verlagsleiter des überkonfessionellen Christlichen Nachrichtendienstes (CND). 1949 gründete Baumann den Materndienst Verlag Heimatpresse, der 14 Zeitungen belieferte, musste den Verlag aber bereits 1952 wieder verkaufen. 1955 scheiterte die Gründung eines wehrpolitischen Fachverlags an Geldmangel. Von 1959 bis 1966 gab er die Zeitschrift Kriegsgeneration in unserer Zeit heraus, die vom Bundespresseamt alimentiert wurde. Von 1960 bis 1971 war Baumann Chefredakteur der Zeitschrift Soldat im Volk, das Organ des Verbandes deutscher Soldaten (VdS), einer restaurativen Interessenvereinigung ehemaliger Berufssoldaten. 1962 gab er mit dem Verleger Frid Muth, ebenfalls ehemaliger d’Ester-Schüler und „bewährter Propagandist des NS-Regimes“, das kurzlebige sicherheitspolitische Kompendium Wehrpolitischer Digest International heraus.
Baumann bot seine Artikel außerdem bis in die 1990er-Jahre hinein wechselnden Presseorganen an, die überwiegend der Militärpolitik oder dem rechten Spektrum zuzuordnen waren. Arbeiten von ihm erschienen unter anderem in der halbstaatlichen Auslandsnachrichtenagentur Deutsche Korrespondenz sowie in den Zeitungen und Zeitschriften Rheinischer Merkur, Die Politische Meinung, Die Bundeswehr (Deutscher Bundeswehrverband), Wehrkunde (Gesellschaft für Wehr- und Sicherheitspolitik), Wehrwissenschaftliche Rundschau, Politische Studien (Hanns-Seidel-Stiftung) und im Deutschland-Magazin, dem Organ der nationalkonservativen Deutschland-Stiftung. Bezahlte Analysen und Informationen liefert Baumann ferner ab 1958 an das Bundesverteidigungsministerium (Referat „Psychologische Kriegsführung“), das Bundespresseamt, die CSU, die Hanns-Seidel-Stiftung und die Konrad-Adenauer-Stiftung. Außerdem hielt er zahlreiche Vorträge, so für die Arbeitsgemeinschaft Demokratischer Kreise und das rechtsextreme Deutsche Kulturwerk Österreich.
Ab Anfang der 1970er-Jahre schrieb Baumann für die Wehrpolitischen Informationen und deren Beilage Der rote Brief des Verlegers Lothar Lohrisch, der einem sogenannten Informations- und Dokumentationszentrum West vorstand und außerdem die Schriftenreihe Edition E herausgab. Verein und Verlag waren 1960 vom Bundesnachrichtendienst zur Beeinflussung der öffentlichen Meinung gegründet worden. Nachdem der CSU-Politiker Franz Handlos, Mitglied im Verteidigungsausschuss des Deutschen Bundestages, die Wehrpolitischen Informationen übernommen hatte, wurde Baumann Leitender Redakteur von Der rote Brief. Der unregelmäßig erscheinende Informationsdienst galt als gut informiert und enthielt auch geheime Hintergrundinformationen. Baumann verwertete im Roten Brief von Anfang der 1980er Jahre bis mindestens Ende 1989 nämlich auch Geheimdienstinformationen, die er heimlich vom ehemaligen BND-Abteilungsleiter Kurt Weiß (1916–1994) erhielt. Zu den lediglich 60 Abonnenten gehörten deshalb Der Spiegel, verschiedene Botschaften, auch von Ostblockstaaten, und Rüstungsunternehmen.

#### Geheimdienstarbeit
Baumann betonte zwar immer wieder, er sei Journalist und kein Geheimdienstmann, so 1965: „Ich war noch nie in einem Nachrichtendienst tätig und werde es auch nie sein“. Das entsprach aber nicht der Wahrheit. Bereits zur NS-Zeit war Baumann 1938 Agent des SS-Sicherheitsdienstes geworden. In der Nachkriegszeit war er bis Ende November 1948 gelegentlicher Hinweisgeber der Organisation Gehlen. Von 1955 bis 1991 war er inoffizieller Mitarbeiter des Bayerischen Verfassungsschutzes. Und ab 1970 wurde Baumann beim BND als „Pressesonderverbindung“ (Deckname „Bally“) geführt.
1956 hatte Baumann sich außerdem vermeintlich vom Geheimdienst des Büros des französischen Ministerpräsidenten anwerben lassen. Baumann wusste nicht, dass er in Wirklichkeit unter „falscher Flagge“ von der Hauptverwaltung A des MfS rekrutiert worden war und dort als IM „Schwarz“ geführt wurde.  Im Juni 1985 belohnte die Stasi Baumann, indem sie ihn im Zürcher Grand Hotel Dolder zum „Ritter der Ehrenlegion“ schlug. Bis 1990 berichtete er der HVA über rechtsradikale Organisationen, über seine Kontakte zum Bayerischen Verfassungsschutz und gab die von Kurt Weiß aus dem BND beschafften Informationen und Unterlagen weiter. Ferner lieferte er Interna aus dem Verteidigungsministerium, dem Bundespresseamt, der CDU/CSU-Bundestagsfraktion, dem Verteidigungsausschuss und dem Auswärtigen Ausschuss. Zu den von Baumann abgeschöpften Politikern gehörten Michaela Geiger (CSU), Ursula Krone-Appuhn (CSU), der CSU-Minister Hans Klein, der Verteidigungsminister und spätere NATO-Generalsekretär Manfred Wörner (CDU), der Leiter des Planungsstabes im  Bundesverteidigungsministerium Hans Rühle (CDU) und der SPD-Wehrexperten Karl Wienand.
Nach der Wiedervereinigung wurden Baumanns MfS-Akten gefunden. Baumann selbst erfuhr im Mai 1991 durch Beamte des Bundesamts für Verfassungsschutz die Wahrheit über seine Auftraggeber und war zutiefst geschockt über die „Machenschaften des Mielke-Gesindels“. Die Bundesstaatsanwaltschaft begann Ermittlungen gegen ihn, Kurt Weiß und den BND-Vizepräsidenten Paul Münstermann, der Weiß Zugang zu zahlreichen BND-Unterlagen verschafft hatte. Weiß verstarb im Januar 1994 vor Fertigstellung der Anklageschrift (Dezember 1994). Die Untersuchungen gegen Münstermann wurden bis zu seiner Pensionierung im August 1994 verschleppt. Der Prozess gegen Baumann vor dem 3. Strafsenat des Bayerischen Obersten Landesgerichts wurde auf den 21. Juni 1995 festgesetzt. Aber da war Baumann wegen eines Lungenkarzinoms, an dem er einige Monate später starb, nicht mehr verhandlungsfähig. Das Strafverfahren wurde deshalb am 14. März 1996 eingestellt.

## Veröffentlichungen (Auswahl)
Baumann veröffentlichte einige seiner Artikel und Broschüren unter wechselnden Pseudonymen, so etwa Gerd Folkert und Andreas Friedrich. Einige erschienen anonym.
- Jüdische und völkische Literaturwissenschaft. Ein Vergleich zwischen Eduard Engel und Adolf Bartels. München: Eher Verlag, 1936.
- Der organisatorische Aufbau der deutschen Presse. Schloß Birkeneck [b. Freising, Obb.], 1938.
- Grundlagen und Praxis der internationalen Propaganda. Essen: Essener Verlags-Anstalt, 1941.
- Der Atomsperrvertrag. Pfaffenhofen (a. d. Ilm): Ilmgau-Verlag, 1968.
- Der Soldat zwischen revoltierender Jugend und Establishment. Pfaffenhofen (a. d. Ilm): Ilmgau-Verlag Ludwig, 1969.
- Sicherheit. Deutsche Friedenspolitik im Bündnis. Darmstadt: Fundus-Verlag, 1970.
- Verteidigungsrecht und Kriegsdienstverweigerung. Pfaffenhofen (a. d. Ilm): Ilmgau-Verlag Ludwig, 1971.
- Sicherheitskonferenz. Pfaffenhofen (a. d. Ilm): Ilmgau-Verlag, 1973.
- Anspruch und Wirklichkeit. München: Arbeitskreis Deutschland und Aussenpolitik der CSU, 1975.
- Die Blockfreien-Bewegung. Konzepte – Analyse – Ausblick. (Forschungsbericht / Konrad-Adenauer-Stiftung; 19) Melle: Knoth, 1982.